# Csíkszeredai Sport Club
A Csíkszeredai Sport Club székely jégkorongcsapat, mely nagyrészt saját nevelésű, helyi hokisaival párhuzamosan játszik az Erste Ligában és a román jégkorongbajnokságban.

## A csapat sikerei
- Román bajnokság: 16-szoros győztes
  - 1949, 1952, 1957, 1960, 1963, 1997, 2000, 2004, 2007, 2008, 2009, 2010, 2011, 2012, 2018, 2022
- Román kupa: 12-szeres győztes
  - 1950, 1952, 1995, 2001, 2003, 2006, 2007, 2010, 2011, 2016, 2018, 2022
- Pannon Liga: 1-szeres győztes
  - 2004
- Erste/MOL Liga: 4-szeres győztes
  - 2011, 2020, 2021, 2022

## Története
1880-ban alakult meg az első "jeges" egyesület Csíkban, a Csíkszeredai Korcsolyázó Egylet, melyet 1881-ben jegyeztek be. A jégkorong egyesület létrejöttére azonban még több, mint 30 évet kellett várni. Ekkor a csíki Vigadóban a mozi előtt a közönségnek híradókat vetítettek, és itt láttak a nézők egy igazi hokimeccset. Vákár Lajos és más fiatalemberek pedig azt mondták, hogy "ilyet mi is tudunk csinálni". Mivel azonban nem volt felszerelésük, így fűzfaágakkal és radírgumival játszottak. Az első meccs azonban hamar abbamaradt, hiszen fogalmuk sem volt a játékosoknak a szabályokról, azonban nem sokkal később már dr. Balogh János segítségével beszerzik az első szabálykönyvet, és mások segítségével már rendes felszerelést is tudtak venni.
Az első hivatalos meccsre a Bukaresti Tenis Club ellen került sor 1929. január 6-án Szinaján. A székely fiúk hősiesen helytálltak két harmadon keresztül, az utolsó játékrészre azonban beállt Bâzu Cantacuzino herceg, aki Svájcban profi játékos volt, és az ő góljaival 4-0-ra nyertek a bukarestiek. A visszavágóra 1931. január 24-25-én került sor. Az első mérkőzést elvesztette az SC, másnap azonban 1-1-es döntetlenre végeztek, ekkor született meg a jégkorong történelem első csíki gólja, mely Császár Jenő nevéhez fűződik, érdekessége, hogy ez volt az első, amit Romániában lefotóztak. További érdekesség, hogy dr. Sprencz György megbotlott a botjában, elvágódott, fogta magát, és lesétált a jégről, mivel a fiúk csak felületesen olvasták a szabályokat, és csak annyit jegyeztek meg, hogy bottal való akasztás után kiállítás jár, de hogy kit állítanak ki, azt már elfelejtették megnézni.
A csapat 1932-től vesz részt az országos bajnokságban, ahol tisztesen helytállt. A csapat neve 1935-től Csíkszeredai Sport Club.
A csapat alkotja a gerincét a román válogatottnak, valamint Székelyföld jégkorong csapatának, mely 2006. december 30-án 8-7-re megverte a magyar válogatottat Gyergyószentmiklóson egy jótékonysági meccsen. A Csíkszeredai Sport Club jelenleg a magyar és a román bajnokságban játszik, és 2007-től a másik szeredai csapat, a Csíkszereda Hockey Club is indul a magyar bajnokságban.
2008-ban is a Csíkszeredai Sport Club lett a román bajnok. A döntőben összesítésben 4-0-ra verte a HC Csíkszereda csapatát.A román Kupa döntőjében hazai közönség előtt 6-1 arányban múlta felül a bukaresti Steaua csapatát.A magyar bajnokságban  a Dunaújvárosi Acélbikákat legyőzve ismét harmadik lett a csapat a HC Csíkszereda és az Alba Volán FeVita csapatok mögött.
2009-ben a Román bajnokság döntőjében összesítésben 4-1 nyert a Sport Club a HC ellen.
Miután 2010-ben a Hockey Club Csíkszereda feloszlott, a csapat a HSC Csíkszereda nevet vette fel a támogatók kérésére.
2015-ben visszaálltak a jól megszokott Sportklub Csíkszereda névre.

## Szezonok
| Alapszakasz | Alapszakasz | Alapszakasz | Alapszakasz | Alapszakasz | Alapszakasz | Alapszakasz | Alapszakasz | Alapszakasz | Rájátszás                            | Rájátszás                             | Rájátszás                                |
| Szezon      | LM          | GY          | GY.H.       | V. H.       | V           | G           | P           | Helyezés    | Negyeddöntő                          | Elődöntő                              | Döntő                                    |
| ----------- | ----------- | ----------- | ----------- | ----------- | ----------- | ----------- | ----------- | ----------- | ------------------------------------ | ------------------------------------- | ---------------------------------------- |
| 2022–23     | 36          | 13          | 6           | 5           | 12          | 133:124     | 56          | 6.          | Vereség a Corona Brașov ellen (1-4)  | -                                     | -                                        |
| 2023–24     | 44          | 21          | 3           | 6           | 14          | 160:139     | 72          | 5.          | Győzelem a BJACH ellen (4-2)         | Vereség a Ferencvárosi TC ellen (2-4) | -                                        |
| 2024–25     | 36          | 13          | 4           | 2           | 17          | 83:94       | 49          | 6.          | Győzelem a Debreceni EAC ellen (4-1) | Győzelem a BJACH ellen (4-1)          | Vereség a Gyergyói Hoki Klub ellen (2-4) |

## Vezetőedzők
- Gál Sándor (2000–)
- Szergej Oreskin (2001–2002)
- Gál Sándor (2002)
- Kalamár Sándor (2002–2003)
- Prakab Gábor (2003–2005)
- Slavomír Chlebec (2005–2006)
- Gál Sándor (2006–2007)
- Staffan Lundh (2007–2009)
- Gál Sándor (2009)[1]
- Ulf Weinstock (2009–2010)[2]
- Charles Franzen (2010–2011)
- Nagy Béla és Hozó Levente (2011–2012)
- Eduard Giblak (2012)[3]
- Timo Lahtinen (2012–2013)[4]
- Gál Sándor (2013–2014)[5]
- Christer Dreberg (2014–2015)[6]
- Geréb István (2015)
- Artur Oktyabrjov (2015–2016)[7]
- Tom McCarthy (2016)[8]
- Leo Gudas (2016–2018)[9]
- Hozó Levente (2018) megbízott
- Don MacAdam (2018–2019)[10]
- Václav Novák (2019)[11]
- Jason Morgan (2019–2021)[12][13]
- Magnus Sundquist (2021)[14]
- Hozó Levente (2021) megbízott[15]
- Enrico Rossi (2021–2022)[16]
- Hozó Levente (2022) megbízott
- Tom Coolen (2022–2023)[17]
- Hozó Levente (2023) megbízott
- Jeff Paul (2023)[18]
- Bradley Gratton (2023)[19]
- Hozó Levente (2023) megbízott
- Václav Novák (2023–)[20]

## Játékoskeret

### 2015–2016
| Kapusok | Kapusok         |
| ------- | --------------- |
| 30      | Marek Peksa     |
| 29      | Ruczuj Gellért  |
| 22      | Ónodi Ottó-Ákos |

| Védők | Védők            |
| ----- | ---------------- |
| 33    | Papp Szabolcs    |
| 15    | Orbán Szilárd    |
| 55    | Salló Alpár      |
| 12    | Bors Huba-Ferenc |
| 95    | Gecse Hugó       |
| ?     | Antal Előd       |
| 4     | Péter Levente    |
| 88    | Bednár Erik      |
| 16    | Kuzman Ziga      |
| ?     | Konyajev Mihail  |
| 6     | Ozols Kalvis     |

| Csatárok | Csatárok             |
| -------- | -------------------- |
| 17       | Antal Zsombor        |
| 91       | Bíró Tamás           |
| 92       | Farkas Tamás         |
| 14       | Geréb István Attila  |
| 21       | Mihály Ede           |
| 78       | Molnár Zoltán        |
| 24       | Molnár Zsombor       |
| 46       | Okos Csanád          |
| 11       | Péter Róbert         |
| 96       | Rokaly Norbert       |
| 6        | Sándor Zoltán        |
| 71       | Sofron Ádám          |
| 10       | Tankó Attila         |
| 25       | Alekszej Alekszejev  |
| 28       | Berljov Anton        |
| 26       | Gyagyusko Alekszandr |
| 67       | Hafizov Irek         |
| 7        | Kropotyin Makszim    |
| 32       | Mironov Nyikita      |
| 9        | Tambijevs Kirils     |

## Jelenlegi játékosok
| #   | Mez | Név                  | Születési hely     | Magasság/testsúly (cm/kg) | Poszt | Válogatott |
| --- | --- | -------------------- | ------------------ | ------------------------- | ----- | ---------- |
| 1.  | 30  | Makszim Szamankov    | Navapolack         | 186/105                   | G     |            |
| 2.  | 31  | Adorján Attila       | Csíkszereda        | 181/82                    | G     |            |
| 3.  | 34  | Bíró Nándor          | Csíkmadaras        | 171/75                    | G     |            |
| 4.  | 6   | Jameson Milam        | Lake Orion         | 182/91                    | D     |            |
| 5.  | 13  | Karel Kubát          | Ústí nad Labem     | 183/75                    | D     |            |
| 6.  | 14  | Ben Patrick O'Connor | Durham             | 185/90                    | D     |            |
| 7.  | 28  | Denis Kulyash        | Omszk              | 191/113                   | D     |            |
| 8.  | 33  | Papp Szabolcs        | Segesvár           | 185/98                    | D     |            |
| 9.  | 55  | Salló Alpár          | Csíkszereda        | 180/81                    | D     |            |
| 10. | 77  | Bajkó Csongor        | Csíkszereda        | 185/85                    | D     |            |
| 11. | 93  | Láday Tamás          | Csíkszereda        | 200/100                   | D     |            |
| 12. | 95  | Gecse Hugó           | Csíkszereda        | 182/76                    | D     |            |
| 13. | 3   | Reisz Áron Sándor    | Csíkszereda        | 177/88                    | F     |            |
| 14. | 10  | Fodor Csanád         | Csíkszereda        | 171/76                    | F     |            |
| 15. | 17  | Sofron István        | Csíkszereda        | 189/91                    | F     |            |
| 16. | 20  | Becze Tihamér        | Gyergyószárhegy    | 186/92                    | F     |            |
| 17. | 22  | David Stach          | Kladno             | 183/82                    | F     |            |
| 18. | 25  | Jevgenyi Szkacskov   | Moszkva            | 184/90                    | F     |            |
| 19. | 27  | Andrej Taratukhin    | Omszk              | 187/101                   | F     |            |
| 20. | 29  | Részegh Zsolt András | Csíkszereda        | 182/81                    | F     |            |
| 21. | 36  | Rokaly Szilárd       | Gyergyószentmiklós | 186/80                    | F     |            |
| 22. | 37  | Jevgenyi Lapenkov    | Moszkva            | 192/100                   | F     |            |
| 23. | 38  | Eduard Căsăneanu     | Csíkszereda        | 185/100                   | F     |            |
| 24. | 61  | Péter Andor          | Csíkszereda        | 180/80                    | F     |            |
| 25. | 66  | Péter Balázs         | Csíkszereda        | 181/80                    | F     |            |
| 26. | 81  | Részegh Tamás        | Csíkszereda        | 177/77                    | F     |            |
| 27. | 91  | Bíró Tamás           | Csíkszereda        | 178/75                    | F     |            |
| 28. | 92  | Farkas Tamás         | Gyergyószentmiklós | 183/76                    | F     |            |
| 29. | 96  | Rokaly Norbert       | Gyergyószentmiklós | 179/68                    | F     |            |

Posztok:
- F = Forward – Csatár
- D = Defense – Hátvéd
- G = Goalie – Kapus